# Riesenmakifrosch
Der Riesenmakifrosch (Phyllomedusa bicolor) ist eine Art der Gattung Makifrösche, die zur Unterfamilie der Greiffrösche (Phyllomedusinae) innerhalb der Laubfrösche gehört. Alternative Bezeichnungen sind Blau-Gelber-Frosch, Zweifarbiger Laubfrosch, Riesenaffenfrosch, Riesenlaubfrosch und Wachsaffenlaubfrosch.

## Beschreibung
Die Kopf-Rumpf-Länge von männlichen Tieren misst zwischen 91 und 103 mm, Weibchen können 111 bis 119 mm erreichen. Der Rücken ist lindgrün, während der Bauch weiß bis gelbweiß oder cremefarben ist. Unterlippe, Brust und Vorderbeine tragen vereinzelt weiße Flecken mit dunkler Umrandung; an den Flanken und Hinterbeinen sind diese dichter angeordnet. Die Finger sind transparent braun und haben große, grüne Haftscheiben. Hinter jedem Auge befindet sich eine markante Drüse, die sich über das Tympanon (lat. Membrana tympani) erstreckt. Die Iris ist dunkelgrau.
Ihre Körperform wirkt für Froschlurche ungewöhnlich kantig. Makifrösche können ihre Finger und Zehen gegenüberstellen; dadurch können sie auch dünnere Pflanzenteile umfassen und daran hochklettern – sie gelten als ausgezeichnete Kletterer.
Synonyme der Art sind Rana bicolor und Hyla bicolor (Boddaert, 1772).

## Vorkommen und Lebensweise

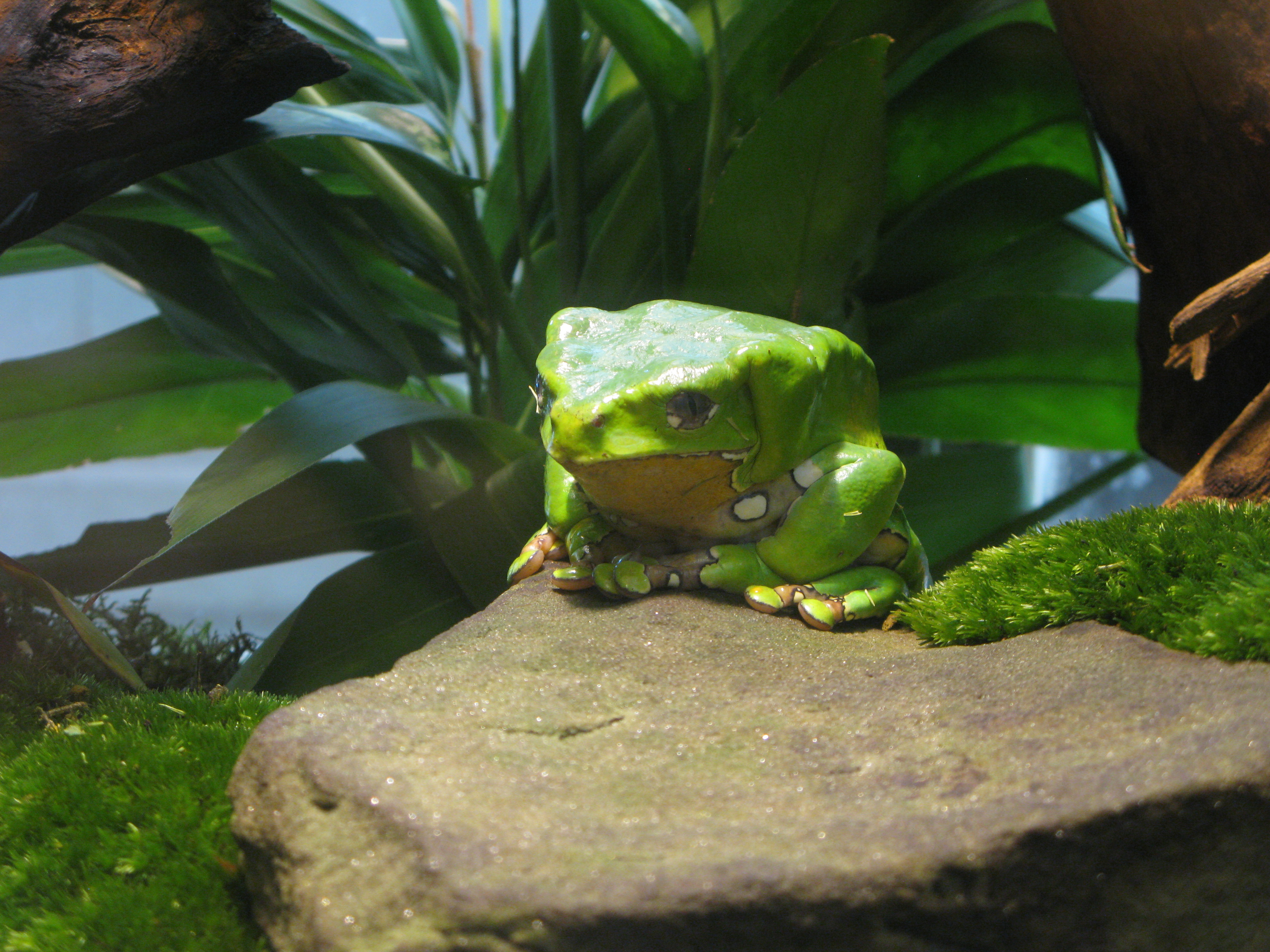
P. bicolor, sitzend

Der Riesenmakifrosch kommt in den Regenwäldern Südamerikas vor. Er ist im gesamten Amazonas-Regenwald im Norden Boliviens, im Westen und Norden Brasiliens, im Südosten Kolumbiens, im Osten Perus, im Süden und Osten Venezuelas und in den Guyanas verbreitet. Gelegentlich findet man ihn auch im Auwaldgebiet des Cerrado, einer ausgedehnten tropischen Savanne im brasilianischen Bundesstaat Maranhão.
Phyllomedusa bicolor ist ein nachtaktiver, baumbewohnender Frosch. Den Tag verbringen die Tiere an trockenen, warmen Plätzen. Zum Schutz gegen Austrocknung überziehen sie ihre Haut mit einer wachsartigen Schicht. In der Nacht begeben sie sich auf Nahrungssuche nach Spinnen und Insekten. Riesenmakifrösche bewegen sich bedächtig kletternd fort. Erst wenn ein Beutetier in Reichweite ist, schnappen sie blitzschnell zu. In der Regenzeit suchen sie Gewässernähe auf.
In der Paarungszeit rufen die Männchen von den Bäumen, um Weibchen anzulocken. Die Männchen kämpfen um die Paarungsrechte, indem sie mit ihren Köpfen versuchen, ein anderes Männchen zu trennen, das bereits an einem Weibchen hängt, und sie nutzen die Hinterbeine, um Rivalen abzuwehren. Zusätzlich setzen sie aggressive Laute ab; hierdurch geraten die Männchen oft in das Visier von Fressfeinden, da die Kämpfe zwischen den Männchen sehr lautstark ausgetragen werden und von Raubtieren leicht gehört werden können. Um dem entgegenzuwirken, produzieren Phyllomedusa bicolor Peptide in ihrer Haut, die zur chemischen Verteidigung dienen.
Während der Paarung klettert das Männchen auf den Rücken des Weibchens und umklammert es im Amplexus mit den Vordergliedmaßen unter den Achseln. Das Männchen wird vom Weibchen umher getragen, um die Eier gleich nach der Ablage befruchten zu können. Weibchen und Männchen bauen ein Blattnest oberhalb von Waldtümpeln, in dem die Eier in einer gallertartigen Masse etwa 70 cm über dem Wasserspiegel abgelegt werden; die Blätter werden zusätzlich zum Schutz des Geleges vor Feinden und Trockenheit zusammengerollt. Aus den Eiern schlüpfen nach etwa 14 Tagen die Kaulquappen und fallen in das darunterliegende Wasser, wo sie die Entwicklung zu erwachsenen Fröschen fortsetzen. Der Höhepunkt der Fortpflanzung findet während der Regenzeit statt.
Die Eier des Riesenmakifroschs sind eine begehrte Nahrung zahlreicher Räuber und weisen eine Prädationsrate von bis zu 61 Prozent auf. Zu den identifizierten Arten, die die proteinreichen Eier fressen, gehören Kurzflügler und Buckelfliegen, aber auch Primaten wie der Haubenkapuziner (lat. Cebus apella) und sonstige Raubtiere wie Schlangen.

## Systematik und Artenschutz

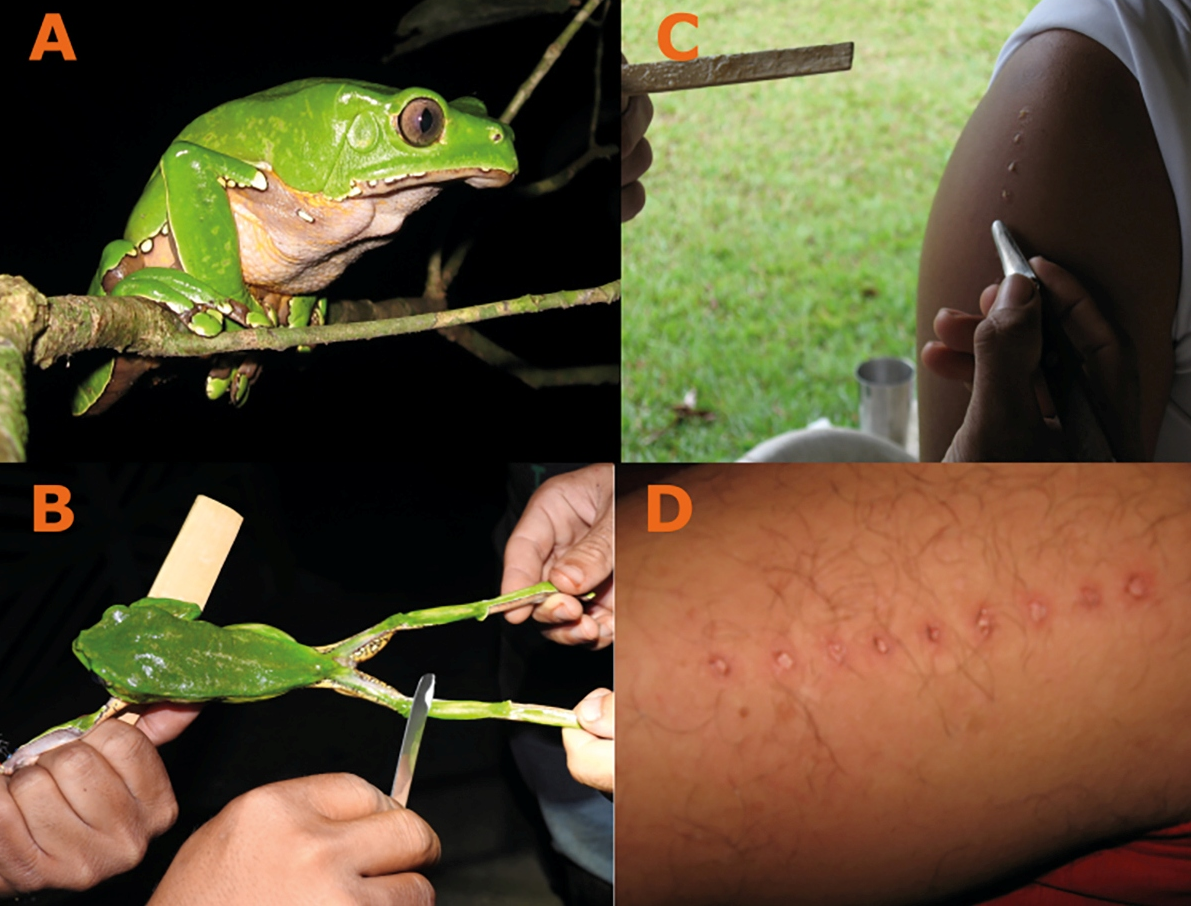
Kambô-Reinigung: A) Phyllomedusa bicolor. B) Sammeln des Froschsekrets. C) Applikation auf Hautverbrennungen. D) Nahaufnahme.

Die Makifrösche werden derzeit zur Familie der Laubfrösche (Hylidae) gezählt. Es gab Bestrebungen, sie zusammen mit anderen Gattungen in eine eigene Familie Phyllomedusidae zu stellen. Diese Zusammenstellung wird nun als Unterfamilie der Laubfrösche angesehen.
Die von der IUCN geführte Rote Liste gefährdeter Arten listet den Riesenmakifrosch in der Kategorie „Least Concern“ (LC; deutsch Nicht gefährdet), angesichts seiner derzeit weiten Verbreitung und großen Population.

## Verwendung in der Medizin
Das Hautsekret des Riesenmakifrosches (brasil. kambô) ist als „Vacina do sapo“ (brasil. für Froschimpfstoff) bekannt; es enthält die Opioidpeptide Deltorphin, Deltorphin I, Deltorphin II und Dermorphin. Das Sekret wird bei Reinigungsritualen verwendet, die umgangssprachlich auch als Sapo- bzw. Kambô-Reinigung bezeichnet werden; diese lösen heftige Körperreaktionen wie Erbrechen aus.
Die medizinische Wirksamkeit wurde durch medizinische Studien bislang nicht belegt.